# فرودگاه ویلو آکونیا
فرودگاه ویلو آکونیا (به انگلیسی: Vilo Acuña Airport) (به زبان بومی: Aeropuerto "Vitalio Acuña") یک فرودگاه همگانی با کد یاتا CYO است که یک باند فرود آسفالت دارد و طول باند آن ۳۰۰۰ متر است. این فرودگاه در کشور کوبا قرار دارد و در ارتفاع ۳ متری از سطح دریا واقع شده است.

## شرکت‌های هواپیمایی و مقصدهای پروازی
| شرکت‌های هواپیمایی     | مقصدهای پروازی                               |
| --------------------- | -------------------------------------------- |
| Air Transat           | مونترآل-پییر الیوت ترودو فصلی: پیرسون تورنتو |
| بلو پاناروما ایرلاینز | میلانو مالپنسا، لئوناردو دا وینچی-فیومیچینو  |
| هواپیمایی کوبا        | مونترآل-پییر الیوت ترودو، پیرسون تورنتو      |
| Neos                  | میلانو مالپنسا                               |
| سان‌وینگ ایرلاینز      | فصلی: مونترآل-پییر الیوت ترودو               |